# 마리사 네이틀링

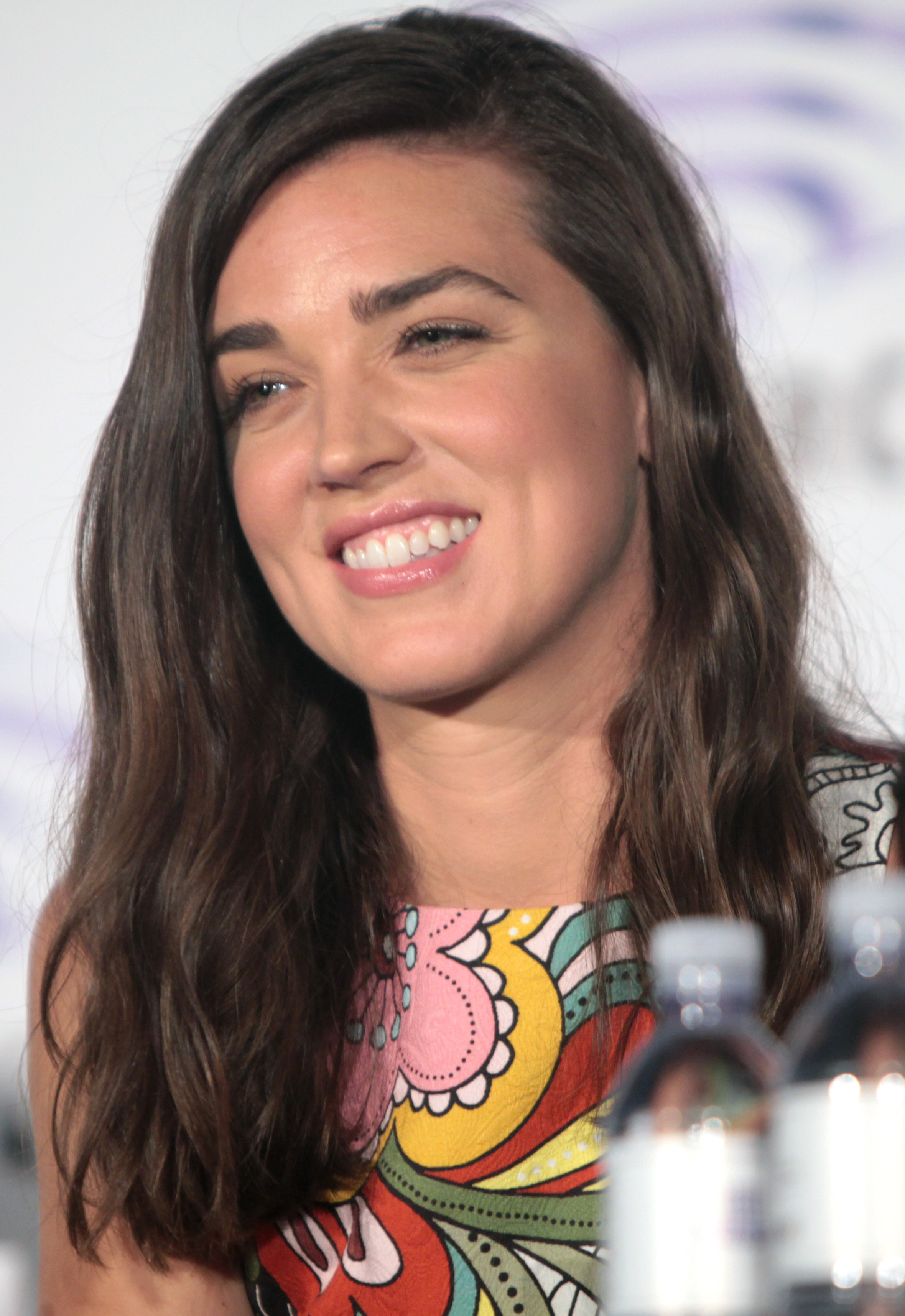

마리사 네이틀링(Marissa Neitling, 1984년 5월 8일 ~ )는 미국의 배우, 텔레비전 배우, 영화배우이다.

## 방송
- 라스트쉽 4
- 라스트쉽 3
- 더 라스트 쉽 2
- 더 라스트 쉽

## 영화
- 더 라스트 쉽 2 (2015년)
- 샌 안드레아스 (2015년) - 피비 역
- 라스트쉽 (2014년)